# 九龍巴士M1線
九龍巴士M1線是香港九龍的一條已取消巴士路線。

## 歷史
- 1998年7月6日，路線投入服務，來往九龍站至尖沙咀東，配合機場快綫通車。
- 1998年10月11日，路線終止服務。

## 行車路線
經：柯士甸道西、匯翔道、廣東道、佐敦道、加士居道、北海街、彌敦道、梳士巴利道、加士居道、佐敦道及雅翔道。